# Удел человеческий (фильм)
«Удел человеческий» известен также под названием «Условия человеческого существования»(яп. 人間の條件, нингэн-но дзёкэн; англ. The Human Condition) — японская эпическая кинотрилогия режиссера Масаки Кобаяси, поставленная в 1959—1961 годах по одноименному роману в шести книгах Дзюмпея Гомикавы, который был опубликован в 1956—1958 годах. Каждый из трёх фильмов эпопеи разбит на две части, таким образом как и в книге Гомикавы 6 томов, в кинотрилогии Кобаяси 6 частей общей длительностью 9 часов 47 мин. Из-за своей почти 10-часовой продолжительности «Удел человеческий» входит в число самых длинных и амбициозных эпосов мирового кино. Три отдельных фильма следуют друг за другом в хронологическом порядке, и тем не менее, эстетически, они также представляют собой три различных фильма. Эпос Гомикавы транслировался как радиодрама до того, как был снят фильм, и к 1959 году в Японии было продано 2,5 миллиона экземпляров книги. Все три фильма пользовались большим успехом в национальном прокате. Сборы от показа первого фильма составили 304,04 млн иен, второго — 234,79 млн иен.
Главный герой, которого играет Тацуя Накадай — это молодой человек по имени Кадзи. Он из-за своих пацифистских и социалистических убеждений столкнется с многочисленными испытаниями во время Второй мировой войны. Мощная военная драма представляет собой одно из самых жгучих критических замечаний в отношении японской роли во Второй мировой войне.

## Удел человеческий 1

### Части I и II: Сильней любви не бывает

#### Сюжет
Действие первой части происходит в Маньчжурии в период её оккупации японцами. Время действия - конец войны. В центре повествования находится некий Кадзи, молодой человек работающий в принадлежащей японцу угольной компании. Женившись на своей возлюбленной Митико, Кадзи вместе с ней отправляется работать на маньчжурских шахтах. Герой — левый интеллектуал и является противником империалистического вторжения Японии в Китай и эксплуатации японскими милитаристами китайского народа. Он бесплодно, но всё же неустанно пытается внедрить гуманные методы надзора за китайскими военнопленными, труд которых эксплуатируется на шахтах. Китайских военнопленных содержат в лагере, за колючей проволокой под током. Кадзи пытается всячески облегчить участь китайцев, вплоть до того, что приводит к ним группу китайских проституток, поскольку при шахте имеется бордель. Новый друг Кадзи китаец Чэнь, воспитанный в Японии, влюбляется в одну из проституток.
Управляющий шахты недоволен слишком мягкими методами работы Кадзи и расставляет ему западню. Проститутка сообщает Чэню о том, что затевается и тот безуспешно пытается предупредить Кадзи. Затем он бросается на колючую проволоку и погибает, как и многие другие пленные, которые решили, что ток отключен, и дорога к свободе открыта. После этого случая начальник полиции собственным мечом, предварительно смочив его водой, чтобы лезвие было острее, отрубает головы трем пленным. Терпение Кадзи не беспредельно, он не в состоянии наблюдать, как убивают китайских военнопленных. Кадзи решительно протестует против зверств. Другие пленные пользуются этим и поднимают бунт. Казнь отложена. Военная полиция арестовывает Кадзи и подвергает его пыткам как «красного». Но вместо того, чтобы казнить Кадзи, его увольняют с угольной компании и призывают на воинскую службу, посылая на фронт на верную смерть.

#### В ролях
- Тацуя Накадай — Кадзи
- Митиё Аратама — Митико, его жена
- Тикагэ Авасима — Цзинь Дунфу (Тофугэ Кин), проститутка-китаянка
- Инэко Арима — Ян Чуньлань (Сунран Йо), проститутка-китаянка
- Кэйдзи Сада — Кагэяма, друг Кадзи
- Со Ямамура — Окисима, сослуживец Кадзи
- Акира Исихама — Чэнь, китайский военнослужащий японской армии
- Сэйдзи Миягути — Ван Хэнли
- Тоору Абэ — Ватанабэ, сержант жандармерии
- Масао Мисима — Куроки Сотё
- Эйтаро Одзава — Окадзаки, надзиратель на шахте
- Кодзи Мицуи — Фуруя
- Эйдзиро Тоно — отец Мандзуя
- Тайдзи Тонояма — Хуан

#### Премьеры
- — национальная премьера фильма состоялась 15 января 1959 года[4].
- — премьерный показ в США 14 декабря 1959 года[5].
- — европейская премьера прошла 31 августа 1960 года в рамках конкурсного показа фильма на ХXI Международном кинофестивале в Венеции[5][6].

#### Награды и номинации
В армии мне пришлось провести шесть лет, и до самого конца войны я оставался рядовым, то есть тем «человеком в мундире», на плечи которого ложится основное бремя военных тягот. Если бы я был офицером, человеком, в какой-то степени влияющим на ход войны, человеком, профессионально связанным с нею, я не мог бы поставить картину «Условия человеческого существования». Моя судьба похожа на судьбу Кадзи. Как и он, я воевал в Маньчжурии, но, в отличие от героя фильма, война для меня Маньчжурией не завершилась — я был переведён на небольшой островок Миякодзима, неподалёку от Окинавы, и там же попал в плен. После капитуляции больные и старики были отпущены по домам; для пополнения контингента пленных в американских лагерях из ближайших гарнизонов отобрали наиболее сильных и выносливых.. Я попал в их число, и, таким образом, мне пришлось провести год в американском плену на Окинаве. Время войны для меня как для режиссёра имело решающее значение, и всё, что я пережил тогда, всё, о чём я размышлял, будучи солдатом, в наиболее законченном виде нашло выражение в «Условиях человеческого существования».
ХXI Международный кинофестиваль в Венеции (1960)
- Премия союза журналистов Италии Pasinetti Award — Масаки Кобаяси.
- Премия за культуру и цивилизацию San Giorgio Prize (Кубок Святого Георгия).
- Номинация на Золотого Льва (главный приз фестиваля).

Кинопремия «Голубая лента»
- 10-я церемония награждения (за 1959 год) Выиграны:[8]

- Премия лучшей актрисе второго плана — Митиё Аратама (ex aequo: «Удел человеческий 2» и «Я хочу быть моллюском»).

Кинопремия «Майнити» (1960).
- 14-я церемония награждения (за 1959 год)

- Премия за лучшую операторскую работу — Ёсио Миядзима (ex aequo: «Удел человеческий 2»).

Премия журнала «Кинэма Дзюмпо» (1960)
- Премия лучшей актрисе второго плана — Митиё Аратама (ex aequo: «Удел человеческий 2»).
- Фильм выдвигался на премию «Кинэма Дзюмпо» в номинации за лучший фильм 1959 года, по результатам голосования занял 5-е место.

## Удел человеческий 2

### Части III и IV: Дорога к вечности

#### Сюжет
Кадзи лишился права быть освобождённым от военной службы после защиты китайских военнопленных от несправедливого наказания. В качестве наказания он был отправлен на службу в японскую Квантунскую армию. Несмотря на отличную стрелковую подготовку и строгую дисциплину, Кадзи платит высокую цену за свои левые убеждения. Его жена, Митико, письмом попросила командира Кадзи посетить военную базу, чтобы выразить свою любовь и сочувствие к мужу. Кадзи и его жене позволяют провести ночь в отдельной комнате.
Когда солдат-изгой Обара кончает с собой после унижений, которым его подвергали другие солдаты, ситуация обостряется. Кадзи, которого многие из сослуживцев считают коммунистом, безуспешно пытается подвести под трибунал инициатора дедовщины командира отряда Ёсиду. Кадзи намерен бежать вместе со своим другом Синдзю, который попал на фронт после того, как его брата арестовали за коммунистическую пропаганду. Переосмысливая вещи и понимая, что идея дезертирства не принесет ему свободы, Кадзи, который очень любит свою жену, обязуется продолжать свою военную службу, несмотря на все проблемы. 
Синдзю обвиняют в том, что он отпустил китайского рыбака, схваченного за шпионаж. Он арестован, но когда вокруг поднимается шум из-за пожара, он спасается бегством. Ёсида гонится за ним и попадает в болото. Его спасает Кадзи, но вскоре Ёсида все равно умирает. Отделение Кадзи отправляют на границу. Кадзи получает звание капрала и команду новобранцев. Он принимает новое назначение с условием, что солдаты, находящиеся под его командованием, отделены от старослужащих, которые жестоки к новобранцам. Зачастую сам Кадзи был жестоко ими избит, несмотря на его тесную дружескую связь с их командиром, младшим лейтенантом Кагэямой. Деморализованный падением Окинавы и постоянных притеснений со стороны старослужащих, Кадзи и большинство его людей отправляются рыть траншеи. Их работа была прервана вторжением советских войск, что привело к опустошительному поражению японцев и смерти Кагэямы. Большинство новобранцев Кадзи перебито во время наступления советских танков. Кадзи самому приходится убить своего солдата, обезумевшего от страха. Кадзи лихорадочно начинает искать других выживших.

#### В ролях
- Тацуя Накадай — Кадзи
- Митиё Аратама — Митико
- Кэйдзи Сада — Кагэяма
- Фумио Ватанабэ — Самбё
- Дзюн Татара — Дзюнъи Хино
- Сёдзи Ясуи — Сикан Минараи
- Кэй Сато — Синдзю
- Куниэ Танака — рядовой Обара
- Юскэ Кавадзу — рядовой Тэрада
- Такэтоси Найто — Тангэ
- Сусуму Фудзита — рядовой Наруто
- Дзюн Хамамура — Дой Тюи, китаец
- Хисаси Игава — Масуи

#### Премьеры
- — национальная премьера фильма состоялась 20 ноября 1959 года[12].
- — премьерный показ в США прошёл в феврале 1961 года[13].
- ФРГ — европейская премьера фильма состоялась 12 января 1962 года в ФРГ[13].

#### Награды и номинации
Кинопремия «Голубая лента»
- 10-я церемония награждения (за 1959 год) Выиграны:[8]

- Премия лучшей актрисе второго плана — Митиё Аратама (ex aequo: «Удел человеческий 1» и «Я хочу быть моллюском»).

Кинопремия «Майнити» (1960).
- 14-я церемония награждения (за 1959 год)

- Премия за лучшую операторскую работу — Ёсио Миядзима (ex aequo: «Удел человеческий 1»).

Премия журнала «Кинэма Дзюмпо» (1960)
- Премия лучшей актрисе второго плана — Митиё Аратама (ex aequo: «Удел человеческий 1»).
- Фильм выдвигался на премию «Кинэма Дзюмпо» в номинации за лучший фильм 1959 года, по результатам голосования занял 10-е место.

## Удел человеческий 3

### Части V и VI: Молитва солдата

#### Сюжет
Японские войска были разбиты во время событий второго фильма, Кадзи и некоторые его товарищи попытались ускользнуть от пленения советскими войсками и пойти на поиски остатков квантунской армии в Южную Маньчжурию. Однако, после боя с русскими, Кадзи все больше боится сражаться и решает отказаться от армейской службы. Вместо этого он ведет своих собратьев и все большее число гражданских беженцев, пытаясь убежать из зоны военных действий и вернуться в родные места. Затерявшиеся в густом лесу, японцы начинают драться, но, в конце концов, многие умирают от голода, ядовитых грибов и самоубийств.
Выйдя из леса, Кадзи и беженцы сталкиваются с регулярными войсками японской армии, которые отказывают им в еде, обвиняя их в дезертирстве. После этого он встречает своего друга Тангэ. Они говорят о будущем Японии. Кадзи очень пессимистично смотрит на него. Продолжая путь дальше на юг, Кадзи и его соратники находят убежище и продовольствие на ферме. Но вскоре их со всех сторон атакуют враги, на сей раз это китайские крестьянские бойцы, защищающие свои поля и фермерские хозяйства от мародёрства. Проститутка, к которой Кадзи проявил доброту, была убита этими партизанами, и Кадзи желает сразиться с ними, прежде чем уйти. Однако, им всё же приходится отступить и пройти через пылающее поле пшеницы, чтобы оторваться от преследователей.
Глядя, как советский грузовик намеренно врезается в колонну японских беженцев, Кадзи начинает задаваться вопросами об этой Красной Армии, которую он ранее уважал в силу своих левых взглядов. Продолжая путь, Кадзи и его группа входят в маньчжурское село, населенное беженцами. Те гораздо меньше боятся русских, чем японской армии. Солдаты и сельские женщины предаются сексуальным утехам, в которых Кадзи отказывается участвовать. Когда в село прибывает российская часть, женщина умоляет Кадзи не вступать в бой и не проливать напрасно кровь беженцев. Кадзи соглашается сдаться советским войскам.
Взятые в плен Красной Армией, Кадзи и его товарищи подвергаются насилию, с которым столкнулись китайские военнопленные из первого фильма трилогии. Кадзи и его протеже Тэрада вынуждены противостоять японским офицерам, которые управляют лагерем, прислуживая русским. Кадзи все больше разочаровывается условиями в лагере и коммунистической ортодоксией. Когда Тэрада доведен до истощения и смерти жестоким обращением от сотрудничающего с русскими японского офицера Кирихары, Кадзи решает убить этого человека, а затем убежать из лагеря, что ему успешно удаётся. Он перебивается милостыней или ворует еду: ровно столько, чтобы не умереть с голоду. Он все еще надеется найти свою жену Митико, с которой не виделся 700 дней. Он падает в снег и умирает.

#### В ролях
- Тацуя Накадай — Кадзи
- Митиё Аратама — Митико, его жена
- Хидэко Такаминэ — женщина-китаянка
- Юсукэ Кавадзу — Тэрада
- Тисю Рю — староста поселения
- Такэтоси Найто — Тангэ
- Кёко Кисида — Рюко
- Ёсиэ Минами — женщина-беженка
- Нобуо Канэко — Гото Кирихара
- Кин Сугаи — беженка средних лет
- Тамао Накамура — девушка-беженка
- Дзюкити Уно — старший в группе беженцев

#### Премьеры
- — национальная премьера фильма состоялась 28 января 1961 года[14].
- ФРГ — европейская премьера фильма состоялась 11 мая 1962 года в ФРГ[15].
- — премьерный показ в США состоялся 5 августа 1970 года.[15]

#### Награды и номинации
Кинопремия «Майнити» (1962).
- 16-я церемония награждения (за 1961 год) Выиграны:

- Премия за лучший фильм 1961 года — Масаки Кобаяси.
- Премия лучшему режиссёру — Масаки Кобаяси.
- Премия лучшему актёру — Тацуя Накадай (ex aequo: «Бессмертная любовь»).
- Премия лучшему оператору — Ёсио Миядзима.
- Премия лучшему сценаристу — Дзэндзо Мацуяма (ex aequo: «Без имени, бедные, но прекрасные» и «Два сына»).

Премия журнала «Кинэма Дзюмпо» (1960)
- Фильм выдвигался на премию «Кинэма Дзюмпо» в номинации за лучший фильм 1961 года, по результатам голосования занял 4-е место.

## О кинотрилогии
«Удел человеческий» (или «Условия человеческого существования») — популярный роман писателя Дзюмпэя Гомикавы. В нём отразились личные впечатления автора, который все военные годы провёл на передовой, затем, после поражения Квантунской армии, попал в плен. Вернувшись на родину, он взялся за перо. Сразу после первого тиража роман стал бестселлером. Кобаяси, признав роман идеальным для себя материалом, сразу ухватился за покупку прав на экранизацию, хотя потребовалось длительное время уговаривать руководство кинокомпании «Сётику» одобрить проект. Только когда Кобаяси пригрозил уйти со студии, боссы кинокомпании смягчились. Даже спустя более десятилетия после прошедшей войны, всё ещё была широко распространена оппозиция любой критике военного режима в Японии — и как только фильм был сделан, Кобаяси обвинялся в антияпонских настроениях некоторыми из его соотечественников.
Роман Гомикавы сильно автобиографичен, но и для Кобаяси он позволил возвратить яркие воспоминания о собственных переживаниях военного времени. В 1942 году, вскоре после начала ученичества в «Сётику», он был призван в армию и отправлен в оккупированную японцами Маньчжурию. Как и Кадзи, главный герой романа и фильма, он оказался в постоянном конфликте с жёстким духом Имперской армии, отказываясь подняться по служебной иерархии выше звания рядового. В конце войны, как и Кадзи, он был схвачен и интернирован в лагерь для военнопленных, хотя в случае с Кобаяси было чуть иначе — его держали на Окинаве американцы, а не русские, как в случае с героем Кадзи.
Во время съёмок фильма у Кобаяси всегда под рукой была копия оригинального романа, и он стремился быть максимально верным работе Гомикавы. Если определённые сцены были в книге, но таковых не было в сценарии, они по возможности добавлялись. Актёров обычно уведомляли об этих изменениях за день заранее, чтобы они имели возможность выучить текст. Из-за этого стремления к точности Гомикава, как сообщается, был очень доволен адаптацией.
Вместо того чтобы нанимать сотрудников «Сётику», Кобаяси нанимал персонал независимой студии «Ниндзин курабу», обошедшихся дешевле. Кобаяси пригласил оператора Ёсио Миядзиму, так как высоко ценил его прошлые работы с режиссёром Фумио Камэи. Несмотря на множество разговоров в кадре на китайском языке, ни один из актёров не был китайцем. Эти строки звучали фонетически с сопутствующими японскими субтитрами. Из-за отсутствия китайско-японских отношений в то время, Кобаяси снимал натуру на Хоккайдо. Этот самый северный из японских островов наиболее подходил для изображения заснеженной Маньчжурии. Включая предварительный этап, съёмочный процесс «Удела человеческого» занял четыре года.

## Комментарии
1. ↑  Русское название «Условия человеческого существования» распространено в советском киноведении, в том числе в двух изданиях «Кинословаря»: 1966—1970 и 1986 годов издания, в книге Инны Генс «Меч и Хиросима» (1972), в русских переводах книг японского киноведа и критика Акиры Ивасаки «Современное японское кино» (рус. изд. — 1962) и «История японского кино» (рус. изд. — 1966), в энциклопедическом издании «Режиссёрская энциклопедия: Кино Азии, Африки, Австралии, Латинской Америки» (2001) и др. изданиях. Под русским названием «Удел человеческий» фильм распространён с русской озвучкой на торрент-трекерах и сайтах онлайн-просмотров в интернете.